# Prytan
Prytan (altgriechisch πρύτανις prýtanis „Vorsteher“, „Erster“; äol. πρότανις; Plural πρυτάνεις prytaneis, „Prytanen“) bezeichnete führende Mitglieder der Regierung einer Stadt (Polis) im antiken Griechenland.
In vielen Städten, etwa in Korinth, gab es einen Prytanen als Einzelamt, der für ein Jahr die oberste Regierungsgewalt ausübte. Er war dort eponymer Magistrat (wie in anderen Städten Archonten oder Damiourgen).
In einigen Städten waren Prytanen Mitglieder eines Kollegiums, das politische Leitungsaufgaben ausübte. Am bekanntesten sind die Prytanen von Athen. In dieser Stadt, die anfangs in 4 Phylen zu je 12 Naukraria geteilt war, gab es seit der Regierung der ersten Archonten einen Rat (Bule), der aus 48 sogenannten Vorstehern einer Schiffshauptmannschaft (πρύτανις ναυκράρων) bestand. Nach den Kleisthenischen Reformen, die Athen in 10 Phylen einteilten, amtierten die 50 Ratsmitglieder einer Phyle jeweils für 35 oder 36 Tage (1/10 eines Jahres) als Prytanen, bevor sie von einer anderen Phyle abgelöst wurden.
Der Amtssitz der Prytanen in Athen war das Leiton (Volkshaus), das später Prytaneion genannt wurde. Hier befand sich der heilige Staatsherd zu Ehren der Göttin Hestia, dessen Feuer die Prytanen stets am Brennen halten mussten. Weitere Aufgaben der Prytanen war der Empfang und die Bewirtung von fremden Boten und von Ehrenbürgern und die Beratung bei Kriegshandlungen.
Weitere Prytanenkollegien, deren Organisation von der in Athen abwich, gab es etwa in Milet, Rhodos und Samos. 